# Natalia Strózik
Natalia Strózik est une joueuse polonaise de volley-ball, née le 23 août 1995 à Tychy. Elle mesure 1,84 m et joue au poste de réceptionneuse-attaquante. Elle totalise 8 sélections en équipe de Pologne.

## Clubs
| Club                   | De        | À         |
| ---------------------- | --------- | --------- |
| MOSM Tychy             |           | 2009-2010 |
| SMS PZPS Sosnowiec     | 2010-2011 | 2012-2013 |
| BKS Stal Bielsko-Biała | 2013-2014 | 2015-2016 |
| Budowlani Łódź         | 2016-2017 | 2016-2017 |
| Uni Opole              | 2017-2018 | 2017-2018 |
| MKS Kalisz             | 2018-2019 | 2018-2019 |
| UKS Jedynka Tarnów     | 2019-2020 | …         |

## Palmarès
- Coupe de Pologne
  - Finaliste : 2017.
- Championnat de Pologne
  - Finaliste : 2017.